# Filmjahr 1993
Liste der Filmjahre

◄◄ | ◄ | 1989 | 1990 | 1991 | 1992 | Filmjahr 1993 | 1994 | 1995 | 1996 | 1997 | ► | ►►

Weitere Ereignisse

## Ereignisse
- Am 5. März stirbt der französische Filmemacher Cyril Collard fünfunddreißigjährig in Paris an der Immunschwächekrankheit AIDS. Drei Tage später wird sein Spielfilmdebüt, das AIDS-Drama Wilde Nächte, mit vier Césars ausgezeichnet, darunter die Trophäe für den besten Film des Jahres.
- Am 31. März wird der Schauspieler Brandon Lee bei den Dreharbeiten zu The Crow – Die Krähe bei einem Unfall erschossen.
- Am 11. Juni kommt Jurassic Park (Regie: Steven Spielberg) in die Kinos. Dieser Film setzt neue Maßstäbe im Bereich der Spezialeffekte bzw. der Computeranimation.
- Am 10. September wird die erste Episode der Fernsehserie Akte X – Die unheimlichen Fälle des FBI mit David Duchovny und Gillian Anderson in den Hauptrollen in den USA ausgestrahlt.
- Am 14. September erwirbt Berlin den Nachlass der Filmschauspielerin Marlene Dietrich für rund acht Millionen Mark.
- Die Sieger der Bravo Otto Leserwahl 1993:
  - Kategorie – männliche Filmstars: Gold Tom Cruise, Silber Kevin Costner, Bronze Jean-Claude Van Damme
  - Kategorie – weibliche Filmstars: Gold Whoopi Goldberg, Silber Whitney Houston, Bronze Julia Roberts

## Top 10 der erfolgreichsten Filme

### In Deutschland
Die zehn erfolgreichsten Filme an den deutschen Kinokassen nach Besucherzahlen (Stand: 10. August 2010):
| Platz | Filmtitel                     | Besucher  |
| ----- | ----------------------------- | --------- |
| 1.    | Jurassic Park                 | 9.367.216 |
| 2.    | Aladdin                       | 6.347.878 |
| 3.    | Bodyguard                     | 6.282.942 |
| 4.    | Hot Shots! Der zweite Versuch | 4.449.979 |
| 5.    | Dennis                        | 4.019.510 |
| 6.    | Das Geisterhaus               | 3.860.154 |
| 7.    | Ein unmoralisches Angebot     | 3.708.109 |
| 8.    | Sommersby                     | 3.029.506 |
| 9.    | Die Firma                     | 2.571.509 |
| 10.   | Eine Familie namens Beethoven | 2.530.537 |

Es gab auch eine sehr erfolgreiche Wiederaufführung von Das Dschungelbuch mit 4.174.063 Besuchern, womit diese den Platz 5 in der obigen Liste einnehmen würde.

### In Österreich
Die zehn erfolgreichsten Filme an den österreichischen Kinokassen nach Besucherzahlen:
| Platz | Filmtitel                     | Besucher |
| ----- | ----------------------------- | -------- |
| 1.    | Jurassic Park                 | 749.539  |
| 2.    | Bodyguard                     | 670.000  |
| 3.    | Hot Shots! Der zweite Versuch | 470.000  |
| 4.    | Aladdin                       | 450.000  |
| 5.    | Ein unmoralisches Angebot     | 430.642  |

### In der Schweiz
```
-->
```

### In den Vereinigten Staaten
| Platz | Filmtitel                                     | Einnahmen     |
| ----- | --------------------------------------------- | ------------- |
| 1.    | Jurassic Park                                 | 357.067.947 $ |
| 2.    | Mrs. Doubtfire – Das stachelige Kindermädchen | 219.195.051 $ |
| 3.    | Auf der Flucht                                | 183.875.760 $ |
| 4.    | Die Firma                                     | 158.340.892 $ |
| 5.    | Schlaflos in Seattle                          | 126.680.884 $ |
| 6.    | Ein unmoralisches Angebot                     | 106.614.059 $ |
| 7.    | In the Line of Fire                           | 102.243.874 $ |
| 8.    | Die Akte                                      | 100.768.056 $ |
| 9.    | Schindlers Liste                              | 96.065.768 $  |
| 10.   | Cliffhanger – Nur die Starken überleben       | 84.049.211 $  |

## Filmpreise

### Golden Globe Award
Am 24. Januar findet im Beverly Hilton Hotel in Los Angeles die Golden-Globe-Verleihung statt.
- Bestes Drama: Der Duft der Frauen von Martin Brest
- Bestes Musical/Komödie: The Player von Robert Altman
- Bester Schauspieler (Drama): Al Pacino in Der Duft der Frauen
- Beste Schauspielerin (Drama): Emma Thompson in Wiedersehen in Howards End
- Bester Schauspieler (Musical/Komödie): Tim Robbins in The Player
- Beste Schauspielerin (Musical/Komödie): Miranda Richardson in Verzauberter April
- Bester Nebendarsteller: Gene Hackman in Erbarmungslos
- Beste Nebendarstellerin: Joan Plowright in Verzauberter April
- Bester Regisseur: Clint Eastwood für Erbarmungslos
- Cecil B. DeMille Award: Lauren Bacall

### Oscar
Die Oscarverleihung findet am 29. März im Dorothy Chandler Pavilion in Los Angeles statt. Moderator ist Billy Crystal.
- Bester Film: Erbarmungslos von Clint Eastwood
- Bester Hauptdarsteller: Al Pacino in Der Duft der Frauen
- Beste Hauptdarstellerin: Emma Thompson in Wiedersehen in Howards End
- Bester Regisseur: Clint Eastwood für Erbarmungslos
- Bester Nebendarsteller: Gene Hackman in Erbarmungslos
- Beste Nebendarstellerin: Marisa Tomei in Mein Vetter Winnie
- Beste Filmmusik: Alan Menken für Aladdin
- Bester fremdsprachiger Film: Indochine von Régis Wargnier
- Ehrenoscar: Federico Fellini

Vollständige Liste der Preisträger

### Internationale Filmfestspiele von Cannes 1993
Das Festival beginnt am 13. Mai und endet am 24. Mai. Die Jury unter Präsident Louis Malle vergibt folgende Preise:
- Goldene Palme: Lebewohl, meine Konkubine von Chen Kaige und Das Piano von Jane Campion
- Bester Schauspieler: David Thewlis in Nackt
- Beste Schauspielerin: Holly Hunter in Das Piano
- Beste Regie: Mike Leigh für Nackt
- Großer Preis der Jury: In weiter Ferne, so nah! von Wim Wenders

### Internationale Filmfestspiele Berlin 1993
Das Festival beginnt am 11. Februar und endet am 22. Februar. Die Jury unter Präsident Frank Beyer vergibt folgende Preise:
- Goldener Bär: Das Hochzeitsbankett von Ang Lee und Xian hun nu von Fei Xie
- Bester Schauspieler: Denzel Washington in Malcolm X
- Beste Schauspielerin: Michelle Pfeiffer in Love Field – Liebe ohne Grenzen
- Bester Regisseur: Andrew Birkin für Der Zementgarten

### Filmfestspiele von Venedig
Die Jury unter Präsident Peter Weir vergibt folgende Preise:
- Goldener Löwe: Short Cuts von Robert Altman und Drei Farben: Blau von Krzysztof Kieślowski
- Bester Schauspieler: Fabrizio Bentivoglio in Un’ Anima Divisa in Due
- Beste Schauspielerin: Juliette Binoche in Drei Farben: Blau

### Europäischer Filmpreis
- Bester europäischer Film: Urga von Nikita Michalkow
- Bester Darsteller: Daniel Auteuil in Ein Herz im Winter
- Beste Darstellerin: Maia Morgenstern in Le Chêne – Baum der Hoffnung
- Preis für das Lebenswerk: Michelangelo Antonioni

### Deutscher Filmpreis
- Bester Film: Kleine Haie von Sönke Wortmann
- Beste Regie: Adolf Winkelmann für Nordkurve
- Beste Hauptdarstellerin: Barbara Auer für Meine Tochter gehört mir und Renate Krößner für Nordkurve
- Bester Hauptdarsteller: Heinz Hoenig für Krücke, Horst Krause und Joachim Król für Wir können auch anders …

### César
- Bester Film: Wilde Nächte von Cyril Collard
- Beste Regie: Claude Sautet für Ein Herz im Winter
- Bester Hauptdarsteller: Claude Rich für Ein Abendessen mit dem Teufel
- Beste Hauptdarstellerin: Catherine Deneuve für Indochine
- Bester Nebendarsteller: André Dussollier für Ein Herz im Winter
- Beste Nebendarstellerin: Dominique Blanc für Indochine
- Bester ausländischer Film: High Heels von Pedro Almodóvar

### British Academy Film Award
- Bester Film: Wiedersehen in Howards End von James Ivory
- Beste Regie: Robert Altman für The Player
- Bester Hauptdarsteller: Robert Downey Jr. für Chaplin
- Beste Hauptdarstellerin: Emma Thompson für Wiedersehen in Howards End
- Bester Nebendarsteller: Gene Hackman für Erbarmungslos
- Beste Nebendarstellerin: Miranda Richardson für Verhängnis
- Bester nicht-englischsprachiger Film: Rote Laterne von Zhang Yimou

### New York Film Critics Circle Award
- Bester Film: Schindlers Liste von Steven Spielberg
- Beste Regie: Jane Campion für Das Piano
- Bester Hauptdarsteller: David Thewlis in Nackt
- Beste Hauptdarstellerin: Holly Hunter in Das Piano
- Bester Nebendarsteller: Ralph Fiennes in Schindlers Liste
- Beste Nebendarstellerin: Gong Li in Lebewohl, meine Konkubine
- Beste Kamera: Janusz Kamiński für Schindlers Liste
- Bester ausländischer Film: Lebewohl, meine Konkubine von Chen Kaige

### National Board of Review
- Bester Film: Schindlers Liste von Steven Spielberg
- Beste Regie: Martin Scorsese für Zeit der Unschuld
- Bester Hauptdarsteller: Anthony Hopkins in Was vom Tage übrig blieb und Shadowlands
- Beste Hauptdarstellerin: Holly Hunter in Das Piano
- Bester Nebendarsteller: Leonardo DiCaprio in Gilbert Grape – Irgendwo in Iowa
- Beste Nebendarstellerin: Winona Ryder in Zeit der Unschuld
- Bester fremdsprachiger Film: Lebewohl, meine Konkubine von Chen Kaige

### Los Angeles Film Critics Association Awards
- Bester Film: Schindlers Liste von Steven Spielberg
- Beste Regie: Jane Campion für Das Piano
- Bester Hauptdarsteller: Anthony Hopkins in Shadowlands und Was vom Tage übrig blieb
- Beste Hauptdarstellerin: Holly Hunter in Das Piano
- Bester Nebendarsteller: Tommy Lee Jones in Auf der Flucht
- Beste Nebendarstellerin: Rosie Perez in Fearless – Jenseits der Angst und Anna Paquin in Das Piano
- Bester fremdsprachiger Film: Lebewohl, meine Konkubine von Chen Kaige

### Jupiter
- Bester Film international: JFK – Tatort Dallas von Oliver Stone
- Bester deutscher Film: Schtonk! von Helmut Dietl
- Bester Regisseur: Oliver Stone für JFK – Tatort Dallas
- Bester Darsteller: Robert De Niro in Kap der Angst
- Beste Darstellerin: Jodie Foster in Das Wunderkind Tate

### Weitere Filmpreise und Auszeichnungen
- AFI Life Achievement Award: Elizabeth Taylor
- Amanda: Telegrafisten von Erik Gustavson (Bester norwegischer Film), The Crying Game von Neil Jordan (Bester ausländischer Film)
- American Comedy Awards: Joe Pesci in Mein Vetter Winnie (Lustigster Hauptdarsteller), Whoopi Goldberg in Sister Act – Eine himmlische Karriere (Lustigste Hauptdarstellerin), Tom Hanks in Eine Klasse für sich (Lustigster Nebendarsteller), Kathy Najimy in Sister Act – Eine himmlische Karriere (Lustigste Nebendarstellerin)
- American Society of Cinematographers Award: Conrad L. Hall für Das Königsspiel
- Australian Film Institute Award: Das Piano von Jane Campion (Bester australischer Film), The Crying Game von Neil Jordan (Bester ausländischer Film)
- Brussels International Fantastic Film Festival: Armee der Finsternis von Sam Raimi
- David di Donatello: Der große Kürbis (Bester italienischer Film) und Ein Herz im Winter (Bester ausländischer Film)
- Deutscher Kritikerpreis: Volker Koepp
- Directors Guild of America Award: Clint Eastwood für Erbarmungslos, Sidney Lumet und Arthur Hiller (jeweils Preise für ihr Lebenswerk)
- Ernst-Lubitsch-Preis: Harald Juhnke für Schtonk!
- Evening Standard British Film Award: Wiedersehen in Howards End von James Ivory
- Genie Award: 32 Variationen über Glenn Gould von François Girard
- Gilde-Filmpreis: Wiedersehen in Howards End von James Ivory (Gold ausländischer Film), Schtonk! von Helmut Dietl (Gold deutscher Film), Delicatessen von Jean-Pierre Jeunet und Marc Caro (Silber ausländischer Film), Ein Mann für jede Tonart von Peter Timm (Silber deutscher Film)
- Goya: Belle Epoque von Fernando Trueba
- Helmut-Käutner-Preis: Hildegard Knef
- Independent Spirit Awards 1993: The Player von Robert Altman (Bester Film) und The Crying Game von Neil Jordan (Bester ausländischer Film)
- Internationales Filmfestival Moskau: Ivan und Abraham von Yolande Zauberman
- Kamerapreis Goldener Frosch des Festivals Camerimage: Stuart Dryburgh für Das Piano
- Konrad-Wolf-Preis: Margarethe von Trotta
- Louis-Delluc-Preis: Smoking / No Smoking von Alain Resnais
- MTV Movie Awards: Eine Frage der Ehre von Rob Reiner
- Nastro d’Argento: Gestohlene Kinder von Gianni Amelio und The Player von Robert Altman
- National Society of Film Critics Award: Erbarmungslos von Clint Eastwood
- Political Film Society Award für Demokratie: Indochine von Régis Wargnier
- Political Film Society Award für Frieden: Zwischen Himmel und Hölle von Oliver Stone
- Political Film Society Award für Menschenrechte: Schindlers Liste von Steven Spielberg
- Preis der deutschen Filmkritik: Die tödliche Maria von Tom Tykwer
- Robert: Kærlighedens smerte von Nils Malmros (Bester dänischer Film), Strictly Ballroom von Baz Luhrmann (Bester ausländischer Film)
- Sundance Film Festival: Public Access von Bryan Singer und Ruby in Paradise von Victor Nuñez
- Toronto International Film Festival: The Snapper – Hilfe, ein Baby! von Stephen Frears (Publikumspreis)
- Vancouver International Film Festival: Das Piano von Jane Campion
- Verleihförderpreis des Internationalen Filmfestivals Freiburg: Die Nacht (Al Leil) von Mohammad Malas
- Internationales Filmfestival Warschau: Coffee and Cigarettes von Jim Jarmusch (Publikumspreis)
- Writers Guild of America Award: The Crying Game von Neil Jordan (Bestes Originaldrehbuch), The Player von Michael Tolkin (Bestes adaptiertes Drehbuch)

## Geburtstage

### Januar bis März

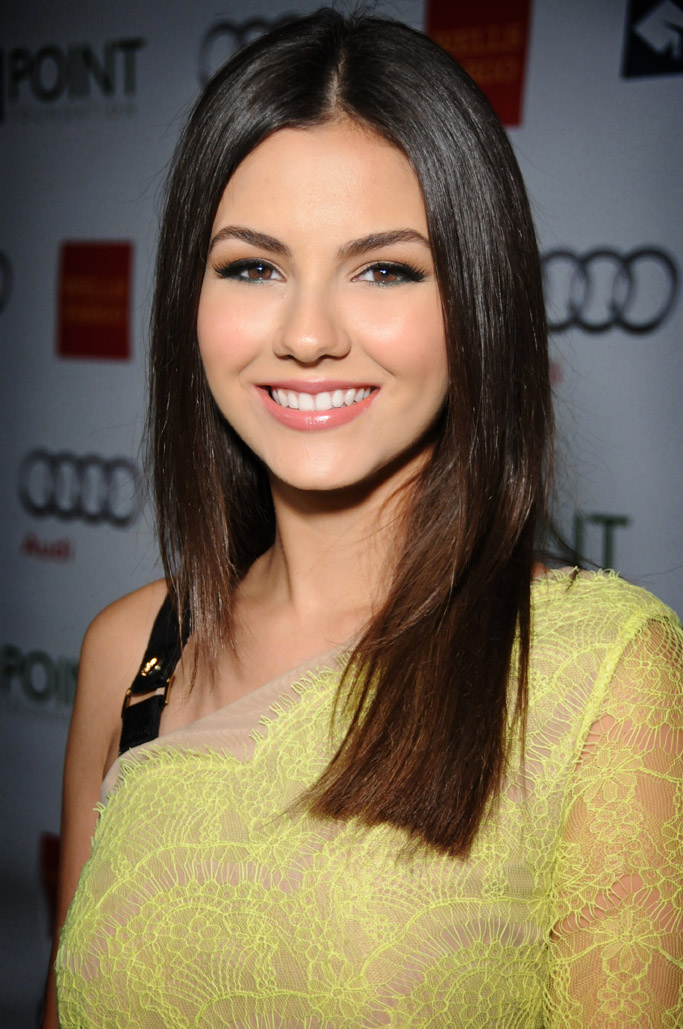
Victoria Justice (* 19. Februar)

- 18. Januar: Sean Keenan, australischer Schauspieler
- 18. Januar: Morgan York, US-amerikanische Schauspielerin
- 19. Januar: Gus Lewis, US-amerikanischer Schauspieler
- 26. Januar: Cameron Bright, kanadischer Kinderdarsteller
- 27. Januar: Roxane Duran, österreichisch-französische Schauspielerin

- 07. Februar: David Dorfman, US-amerikanischer Schauspieler
- 12. Februar: Jennifer Stone, US-amerikanische Schauspielerin
- 16. Februar: Mike Weinberg, US-amerikanischer Schauspieler
- 19. Februar: Victoria Justice, US-amerikanische Schauspielerin, Songwriterin, Sängerin und Model
- 26. Februar: Maria Ehrich, deutsche Schauspielerin

- 04. März: Jenna Boyd, US-amerikanische Schauspielerin
- 04. März: Bobbi Kristina Brown, US-amerikanische Sängerin und Schauspielerin († 2015)
- 04. März: Tobias John von Freyend, deutscher Schauspieler
- 05. März: Felicia Danielsson, schwedische Schauspielerin und Drehbuchautorin
- 15. März: Alia Bhatt, indische Schauspielerin

### April bis Juni

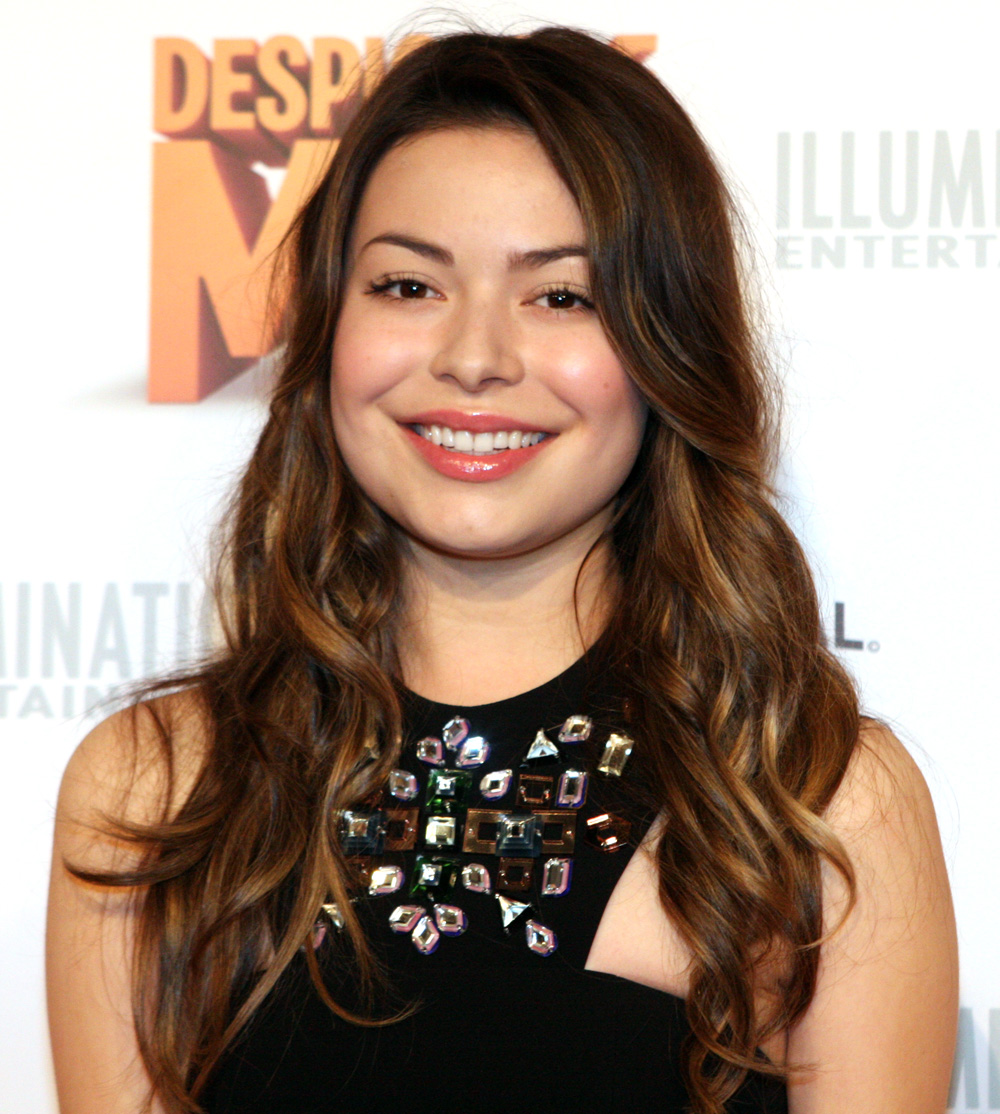
Miranda Cosgrove (* 14. Mai)

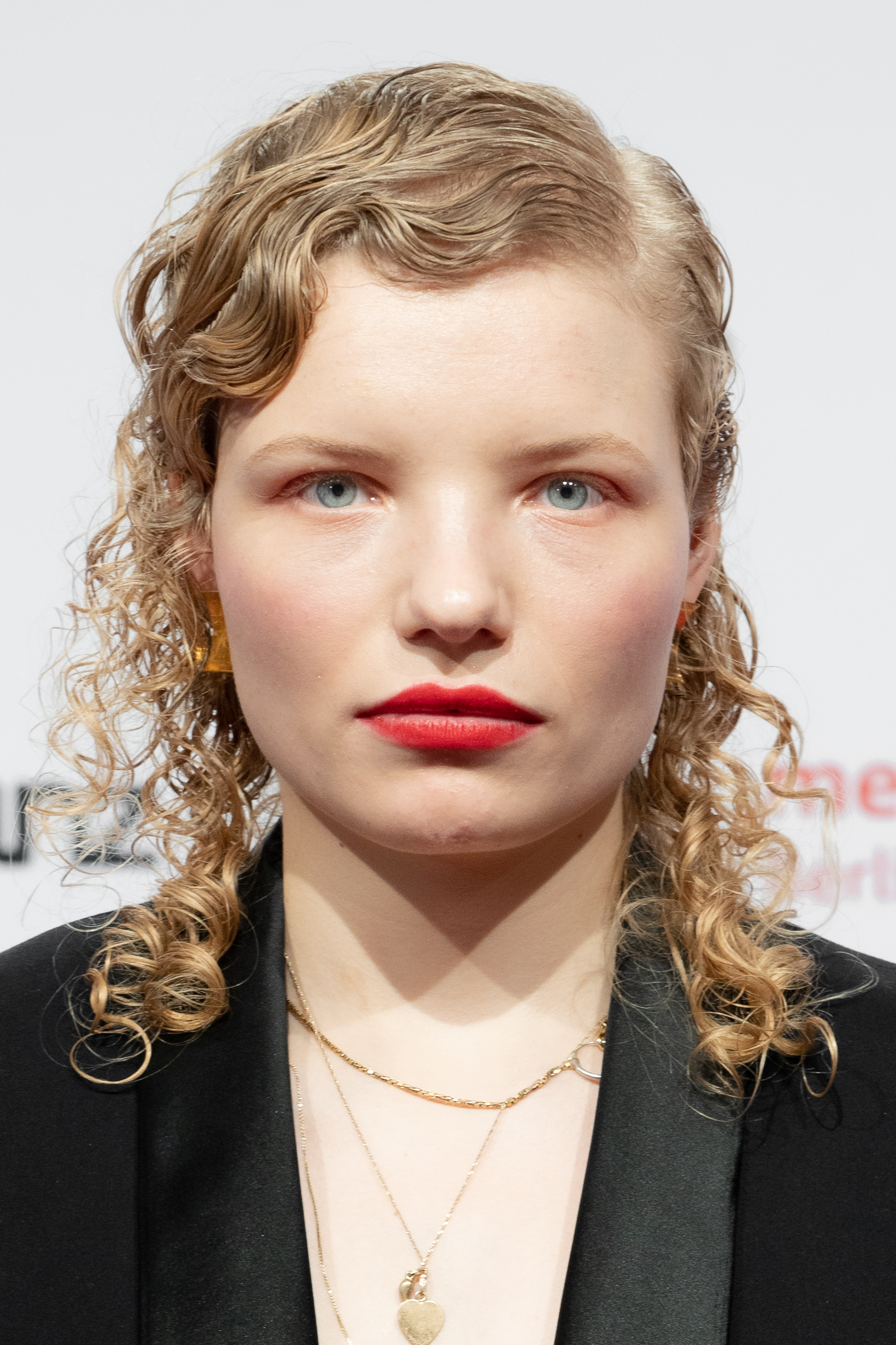
Luisa-Céline Gaffron (* 6. Juni)

- 04. April: Daniela Bobadilla, kanadische Schauspielerin
- 05. April: Nick Price, US-amerikanischer Schauspieler
- 12. April: Katelyn Pippy, US-amerikanische Schauspielerin
- 14. April: Vivien Cardone, US-amerikanische Schauspielerin
- 15. April: Alina Stiegler, deutsche Schauspielerin und Kinderdarstellerin
- 30. April: Karsten Walter, deutscher Schlagersänger und Schauspieler
- 06. Mai: Naomi Scott, britische Schauspielerin und Sängerin

- 11. Mai: Aaron Chancellor Miller, US-amerikanischer Schauspieler
- 13. Mai: Debby Ryan, US-amerikanische Schauspielerin
- 14. Mai: Miranda Cosgrove, US-amerikanische Schauspielerin
- 24. Mai: Oliver Davis, US-amerikanischer Schauspieler
- 28. Mai: Til Schindler, deutscher Schauspieler

- 02. Juni: Thekla Hartmann, deutsche Schauspielerin
- 06. Juni: Luisa-Céline Gaffron, deutsche Schauspielerin
- 07. Juni: Jordan Fry, US-amerikanischer Schauspieler
- 10. Juni: Percelle Ascott, britischer Schauspieler
- 11. Juni: Pascal Andres, deutscher Kino-, Fernseh- und Theaterschauspieler
- 15. Juni: Cody Saintgnue, US-amerikanischer Schauspieler
- 25. Juni: Barney Clark, britischer Schauspieler
- 26. Juni: Ariana Grande, US-amerikanische Schauspielerin

### Juli bis September

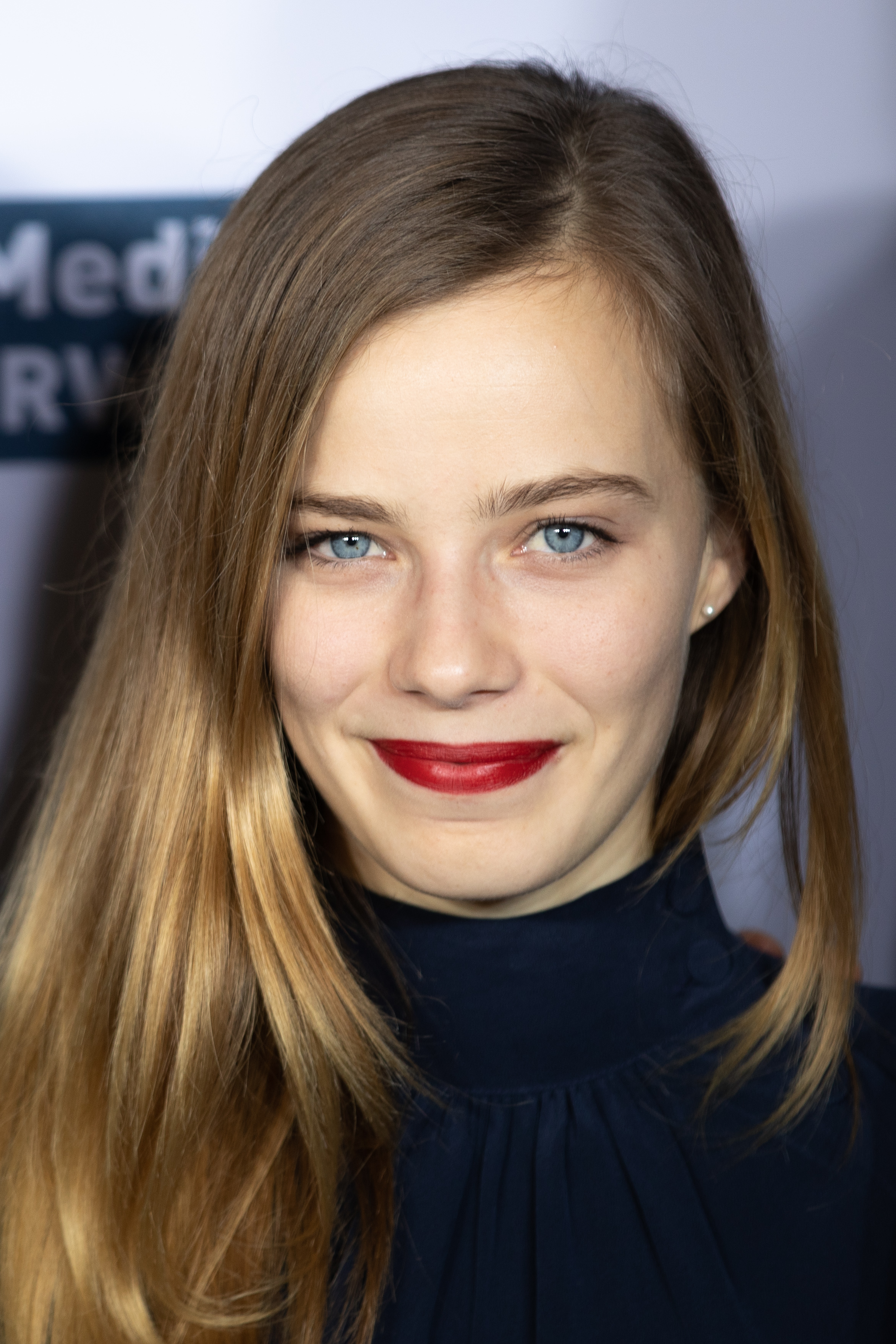
Saskia Rosendahl (* 9. Juli)

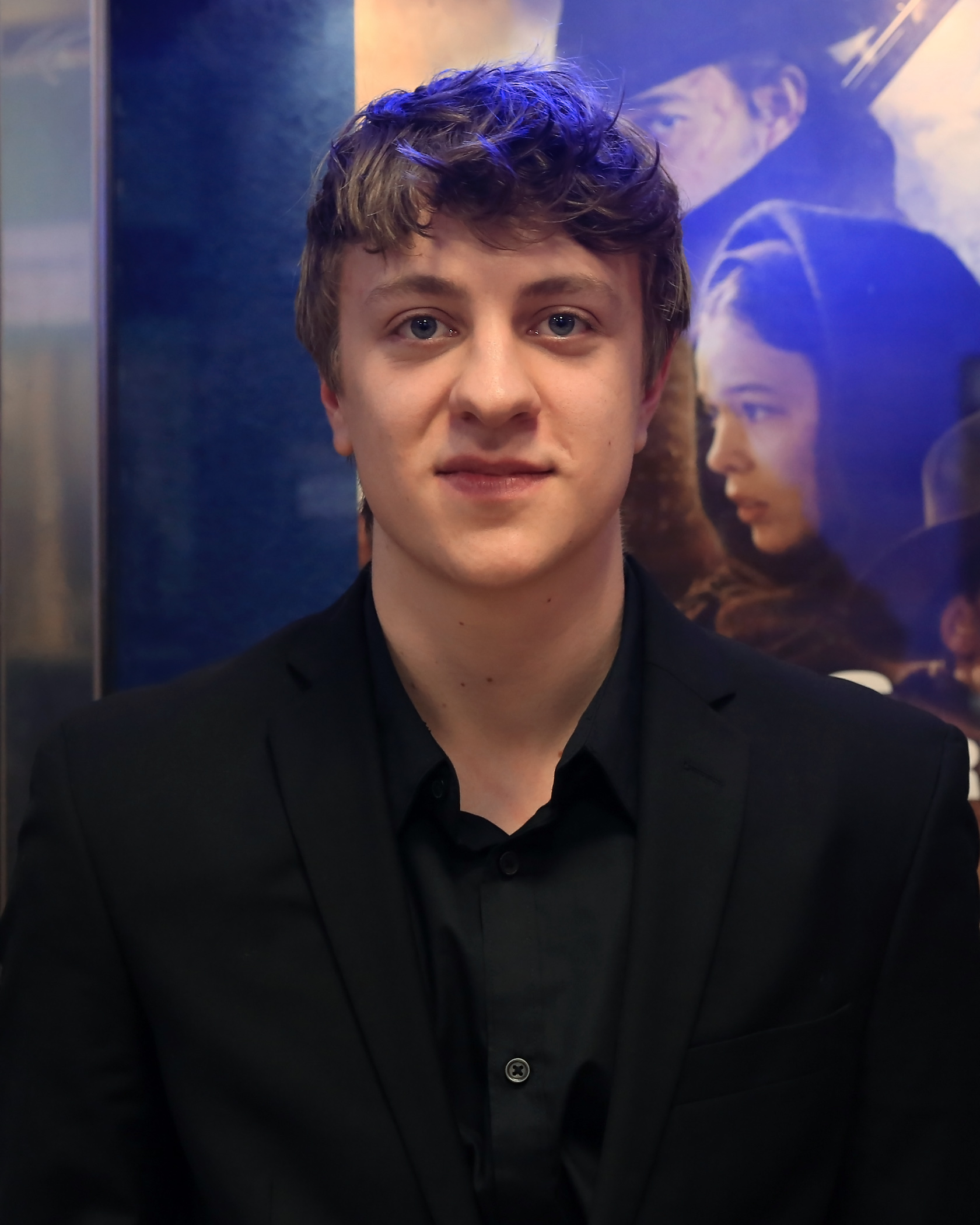
Thomas Schubert (* 15. August)

- 01. Juli: Raini Rodriguez, US-amerikanische Schauspielerin
- 03. Juli: Vincent Lacoste, französischer Schauspieler
- 09. Juli: Emily Hirst, kanadische Schauspielerin
- 09. Juli: Saskia Rosendahl, deutsche Schauspielerin
- 23. Juli: Lili Simmons, US-amerikanische Schauspielerin
- 24. Juli: Eliza Butterworth, britische Schauspielerin und Synchronsprecherin
- 26. Juli: Elizabeth Gillies, US-amerikanische Schauspielerin
- 26. Juli: Taylor Momsen, US-amerikanische Schauspielerin
- 27. Juli: Llewellyn Reichman, deutsche Schauspielerin
- 28. Juli: Cher Lloyd, britische Schauspielerin
- 28. Juli: Linus Schütz, deutscher Schauspieler
- 30. Juli: Michelle Barthel, deutsche Schauspielerin

- 11. August: Alyson Stoner, US-amerikanische Schauspielerin
- 15. August: Thomas Schubert, österreichischer Schauspieler
- 16. August: Cameron Monaghan, US-amerikanischer Schauspieler
- 26. August: Keke Palmer, US-amerikanische Schauspielerin

- 04. September: Jeremy Mockridge, deutscher Schauspieler
- 17. September: Martijn Lakemeier, niederländischer Schauspieler
- 18. September: Patrick Schwarzenegger, US-amerikanischer Schauspieler
- 21. September: Wendy Güntensperger, Schweizer Schauspielerin
- 22. September: Carlos Knight, US-amerikanischer Schauspieler
- 24. September: Ben Platt, US-amerikanischer Schauspieler
- 25. September: Greg Tarzan Davis, US-amerikanischer Schauspieler
- 27. September: Patrick Mölleken, deutscher Schauspieler, Hörspiel- und Synchronsprecher

### Oktober bis Dezember

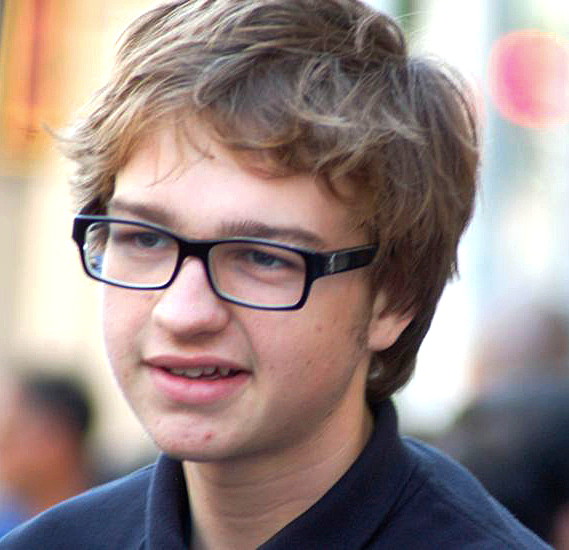
Angus T. Jones (* 8. Oktober)

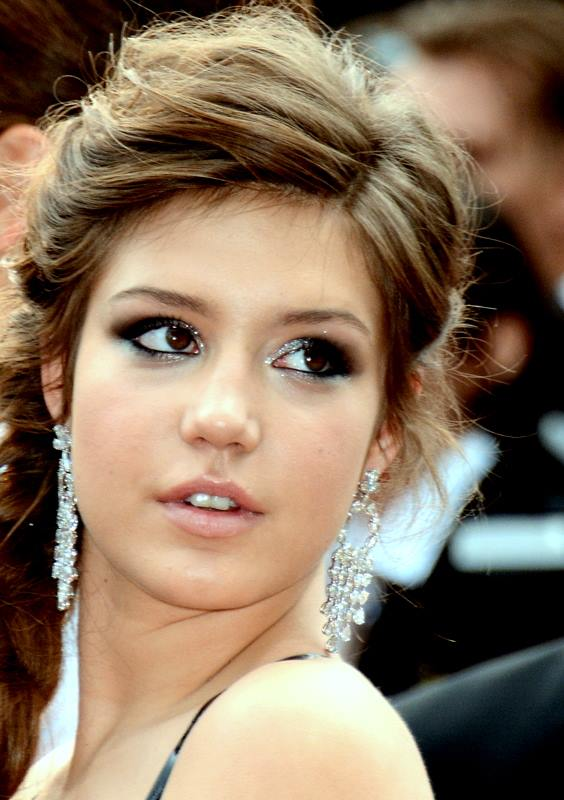
Adèle Exarchopoulos (* 22. November)

- 05. Oktober: Kathleen Frontzek, deutsche Schauspielerin
- 08. Oktober: Angus T. Jones, US-amerikanischer Schauspieler
- 11. Oktober: Brandon Flynn, US-amerikanischer Schauspieler
- 23. Oktober: Taylor Spreitler, US-amerikanische Schauspielerin
- 26. Oktober: David Christopher Roth, österreichisch-deutscher Schauspieler
- 27. Oktober: Troy Gentile, US-amerikanischer Schauspieler

- 05. November: Leila Mimmack, britische Schauspielerin
- 06. November: Jak Knight, US-amerikanischer Komiker und Schauspieler († 2022)
- 22. November: Kiara Brunken, deutsche Schauspielerin, Tänzerin und Sängerin
- 22. November: Adèle Exarchopoulos, französische Schauspielerin
- 30. November: Mia Goth, britische Schauspielerin

- 01. Dezember: Lara Alexandra Wurmer, deutsche Synchronsprecherin
- 02. Dezember: Dylan McLaughlin, US-amerikanischer Schauspieler
- 07. Dezember: Jasmine Villegas, US-amerikanische Schauspielerin
- 08. Dezember: Kristin Alia Hunold, deutsche Schauspielerin und Sprecherin
- 08. Dezember: AnnaSophia Robb, US-amerikanische Schauspielerin
- 16. Dezember: Stephan James, kanadischer Schauspieler
- 19. Dezember: Nik Dodani, US-amerikanischer Schauspieler
- 24. Dezember: Millie Brady, britische Schauspielerin
- 27. Dezember: Olivia Cooke, US-amerikanische Schauspielerin

### Tag unbekannt
- Rosa Falkenhagen, deutsche Schauspielerin
- Enrique Fiß, deutscher Schauspieler

## Verstorbene

### Januar bis März

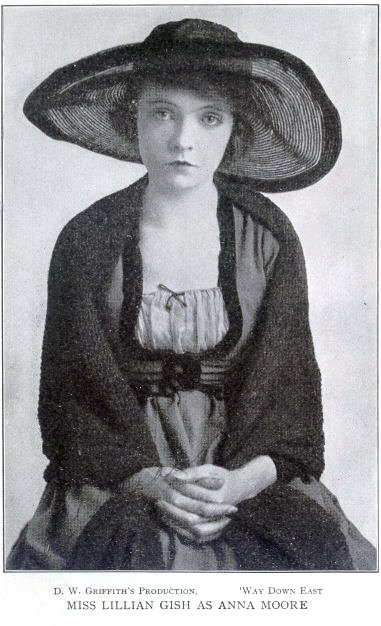
Lillian Gish (1893–1993)

- 03. Januar: Franziska Liebing, deutsche Schauspielerin (* 1899)
- 06. Januar: Tad Danielewski, US-amerikanischer Regisseur (* 1921)
- 20. Januar: Audrey Hepburn, Schauspielerin (* 1929)

Februar
- 05. Februar: Joseph L. Mankiewicz, US-amerikanischer Filmregisseur (* 1909)
- 08. Februar: Franz Schnyder, schweizerischer Regisseur (* 1910)
- 13. Februar: Willoughby Gray, britischer Schauspieler (* 1916)
- 22. Februar: Hugo Schrader, deutscher Schauspieler (* 1902)
- 25. Februar: Eddie Constantine, US-amerikanischer Schauspieler (* 1917)
- 26. Februar: Arthur Maria Rabenalt, österreichischer Regisseur (* 1905)
- 27. Februar: Lillian Gish, US-amerikanische Schauspielerin (* 1893)
- 28. Februar: Franco Brusati, italienischer Regisseur und Drehbuchautor (* 1922)
- 28. Februar: Ishirō Honda, japanischer Regisseur (* 1911)
- 28. Februar: Ruby Keeler, US-amerikanische Schauspielerin und Tänzerin (* 1909)

März
- 02. März: Annemarie Schradiek, deutsche Schauspielerin (* 1907)
- 05. März: Hans Christian Blech, deutscher Schauspieler (* 1915)
- 05. März: Cyril Collard, französischer Regisseur, Schauspieler und Drehbuchautor (* 1957)
- 12. März: Michael Kanin, US-amerikanischer Drehbuchautor (* 1910)
- 16. März: Ryū Chishū, japanischer Schauspieler (* 1904)
- 17. März: Helen Hayes, US-amerikanische Schauspielerin (* 1900)
- 26. März: Volker Eckstein, deutscher Schauspieler (* 1946)
- 31. März: Brandon Lee, US-amerikanischer Schauspieler und Sohn von Bruce Lee und Linda Lee Cadwell (* 1965)

### April bis Juni
- 03. April: Alexandre Mnouchkine, russisch-französischer Filmproduzent (* 1908)
- 06. April: Inge von Wangenheim, deutsche Schriftstellerin und Schauspielerin (* 1912)
- 07. April: Arleen Whelan, US-amerikanische Schauspielerin (* 1916)
- 08. April: Stojan Aranđelović, jugoslawischer Schauspieler (* 1930)
- 18. April: Werner Pochath, österreichischer Schauspieler (* 1941)
- 20. April: Cantinflas, mexikanischer Schauspieler (* 1911)
- 24. April: Gustl Bayrhammer, bayerischer Schauspieler (* 1922)

Mai
- 06. Mai: Ann Todd, britische Schauspielerin (* 1909)
- 12. Mai: Edda Seippel, deutsche Schauspielerin (* 1919)
- 27. Mai: Mary Philbin, US-amerikanische Schauspielerin (* 1903)
- 27. Mai: Werner Stocker, deutscher Schauspieler (* 1955)

Juni
- 06. Juni: James Bridges, US-amerikanischer Regisseur und Drehbuchautor (* 1936)
- 09. Juni: Alexis Smith, US-amerikanische Schauspielerin (* 1921)
- 11. Juni: Bernard Bresslaw, britischer Schauspieler (* 1934)
- 11. Juni: Ray Sharkey, US-amerikanischer Schauspieler (* 1952)
- 30. Juni: George McFarland, US-amerikanischer Schauspieler (* 1928)

### Juli bis September
- 02. Juli: Fred Gwynne, US-amerikanischer Schauspieler und Autor (* 1926)
- 04. Juli: Anne Shirley, US-amerikanische Schauspielerin (* 1918)
- 12. Juli: Gusti Huber, österreichische Schauspielerin (* 1914)
- 13. Juli: Manon Hahn, deutsche Kostümbildnerin (* 1908)
- 18. Juli: Jean Negulesco, US-amerikanischer Regisseur (* 1900)
- 25. Juli: Nan Grey, US-amerikanische Schauspielerin (* 1918)

August
- 03. August: James Donald, britischer Schauspieler (* 1917)
- 10. August: Irene Sharaff, US-amerikanische Kostümbildnerin (* 1910)
- 16. August: Tom Fuccello, US-amerikanischer Schauspieler (* 1936)
- 16. August: Stewart Granger, englischer Schauspieler (* 1913)
- 19. August: Gérard Hérold, französischer Schauspieler (* 1935)
- 30. August: Richard Jordan, US-amerikanischer Schauspieler (* 1938)
- 31. August: Siegfried Schürenberg, deutscher Schauspieler (* 1900)

September
- 05. September: Claude Renoir, französischer Kameramann (* 1914)
- 05. September: Julian Semjonowitsch Semjonow, sowjetischer Drehbuchautor (* 1931)
- 12. September: Raymond Burr, kanadischer Schauspieler (* 1917)
- 12. September: Charles Lamont, US-amerikanischer Regisseur (* 1895)
- 17. September: Christian Nyby, US-amerikanischer Filmeditor (* 1913)
- 20. September: Zita Johann, US-amerikanische Schauspielerin (* 1904)
- 30. September: Hans Jönsson, deutscher Komponist (* 1913)

### Oktober bis Dezember

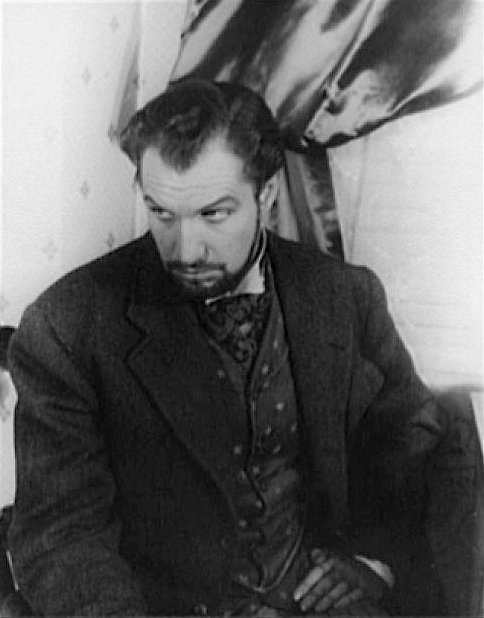
Vincent Price (1911–1993)

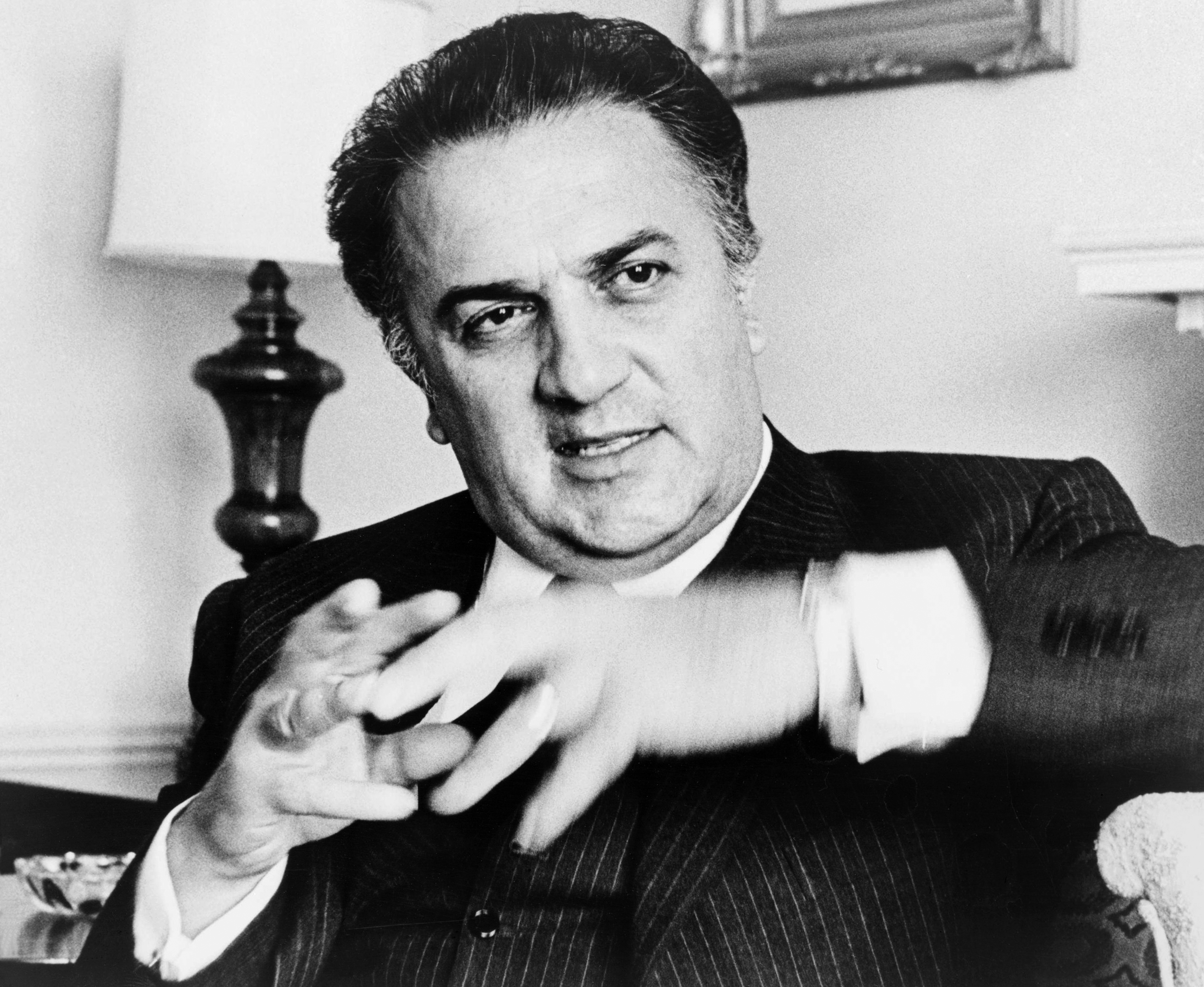
Federico Fellini (1920–1993)

- 06. Oktober: Arthur Jacobson, US-amerikanischer Regieassistent (* 1901)
- 07. Oktober: Cyril Cusack, irischer Schauspieler (* 1910)
- 12. Oktober: Leon Ames, US-amerikanischer Schauspieler (* 1902)
- 19. Oktober: Carsta Löck, deutsche Schauspielerin (* 1902)
- 19. Oktober: Pola Illéry, rumänisch-französische Schauspielerin (* 1909)
- 25. Oktober: Vincent Price, US-amerikanischer Schauspieler (* 1911)
- 30. Oktober: Maria Matray, deutsche Schauspielerin (* 1907)
- 31. Oktober: Federico Fellini, italienischer Regisseur (* 1920)
- 31. Oktober: River Phoenix, US-amerikanischer Schauspieler (* 1970)

November
- 01. November: Georges Dancigers, russisch-französischer Produzent (* 1908)
- 07. November: Charles Aidman, US-amerikanischer Schauspieler (* 1925)
- 09. November: Stanley Myers, britischer Komponist (* 1933)
- 09. November: Gerald Thomas, britischer Regisseur (* 1920)
- 18. November: Fritz Feld, deutsch-amerikanischer Schauspieler (* 1900)
- 19. November: Dorothy Revier, US-amerikanische Schauspielerin (* 1904)
- 20. November: Emile Ardolino, US-amerikanischer Filmregisseur, Filmproduzent und Theaterschauspieler (* 1943)
- 21. November: Bill Bixby, US-amerikanischer Schauspieler (* 1934)
- 22. November: Ernst von Klipstein, deutscher Schauspieler (* 1908)
- 26. November: Bernardo Segall, US-amerikanischer Komponist (* 1911)
- 28. November: Kenneth Connor, britischer Schauspieler (* 1916)

Dezember
- 06. Dezember: Don Ameche, US-amerikanischer Schauspieler (* 1908)
- 12. Dezember: Anna Sten, russische Schauspielerin (* 1908)
- 14. Dezember: Myrna Loy, US-amerikanische Schauspielerin (* 1905)
- 16. Dezember: Moses Gunn, US-amerikanischer Schauspieler (* 1929)
- 17. Dezember: Janet Margolin, US-amerikanische Schauspielerin (* 1943)
- 18. Dezember: Steve James, US-amerikanischer Schauspieler (* 1952)
- 18. Dezember: Sam Wanamaker, US-amerikanischer Schauspieler (* 1919)
- 22. Dezember: Alexander Mackendrick, US-amerikanischer Regisseur (* 1912)
- 24. Dezember: Anita Dorris, deutsche Schauspielerin (* 1903)
- 25. Dezember: Blandine Ebinger, deutsche Schauspielerin (* 1899)
- 28. Dezember: Alfonso Balcázar, spanischer Regisseur (* 1926)
- 29. Dezember: Axel Corti, österreichischer Regisseur (* 1933)